# سرگرمی (فیلم ۲۰۱۴)
سرگرمی (به انگلیسی: Entertainment) فیلمی محصول سال ۲۰۱۴ و به کارگردانی ساجید-فرهاد است. در این فیلم بازیگرانی همچون آکشی کومار، تمنا باتیا، میتون چاکرابورتی، جانی لور، پراکاش راج، سنو سود، کروشنا آبیشک، ریتیش دشموک، شریاس تالپاده، دالیپ تاهیل، وراجش هیجری، دارشان جاریوالا و کاشمیرا شاه ایفای نقش کرده‌اند.